# 4716 Urey
A 4716 Urey (ideiglenes jelöléssel 1989 UL5) a Naprendszer kisbolygóövében található aszteroida. Schelte J. Bus fedezte fel 1989. október 30-án.